# Chesapeake, Ohio
Chesapeake là một làng thuộc quận Lawrence, tiểu bang Ohio, Hoa Kỳ. Năm 2010, dân số của làng này là 745 người.

## Dân số
- Dân số năm 2000: 842 người.
- Dân số năm 2010: 745 người.